# Parastichtis tibetica
Parastichtis tibetica là một loài bướm đêm trong họ Noctuidae.